# Giovanni Brenna
Giovanni Brenna (Como, 14 settembre 1939) è un allenatore di calcio ed ex calciatore italiano.

## Carriera
Di ruolo ala sinistra, crebbe calcisticamente nel Monza, con la quale esordì ventenne in Serie B. Giocò poi successivamente in Serie C con la maglia del Del Duca Ascoli.
Nel 1962 tornò in Lombardia nel Fanfulla, in Serie C, e successivamente, nel 1965, al Legnano, nella stessa serie.
Con questo club nel 197 vinse la classifica dei capocannonieri del girone A con 19 reti, facendosi notare da Paolo Mazza, presidente della SPAL che, ceduti Muzzio e Bosdaves, ingaggiò l'ala comasca.

Brenna (in piedi, secondo da destra) nel Legnano del 1969-1970

Brenna esordì, assieme a Franco Tacelli e Alberto Reif, in Serie A il 24 settembre 1967 a Ferrara, contro il Milan, in cui segnò il suo primo gol in Serie A.
Alla fine del campionato Brenna risultò il capocannoniere biancoazzurro con sette reti. Al termine del campionato la SPAL retrocede e Mazza pensa di affiancare a Brenna Orlando, che però si infortuna. La SPAL retrocede nuovamente e Brenna torna a Legnano per un'altra stagione in Serie C, prima del definitivo ritiro. Successivamente intraprende la carriera di allenatore allenando in Serie D ed in Serie C2 e svolgendo il ruolo di vice allenatore al Mantova.
In carriera ha totalizzato complessivamente 22 presenze e 7 reti in Serie A e 16 presenze e 3 reti in Serie B.

## Palmarès

### Allenatore

#### Competizioni regionali
- Promozione: 1

Sanremese: 1974-1975